# Euphorbia crassipes
Euphorbia crassipes là một loài thực vật có hoa trong họ Đại kích. Loài này được Marloth mô tả khoa học đầu tiên năm 1910.

## Hình ảnh

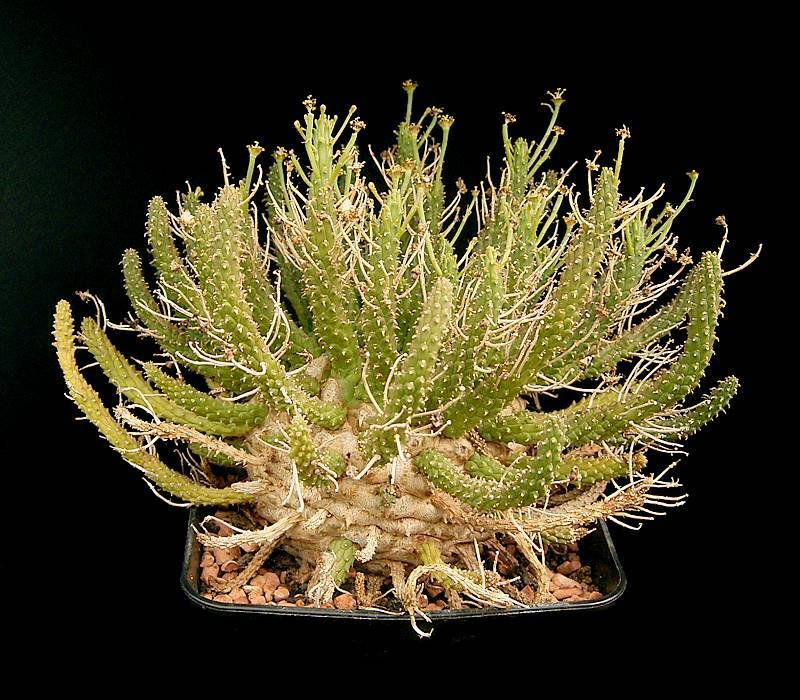